# Lỗ trống electron

Khi một electron rời khỏi nguyên tử heli, nó sẽ để lại một lỗ trống electron ở vị trí đó, dẫn đến nguyên tử heli trở nên tích điện dương.

Lỗ trống electron, hay còn gọi là lỗ trống điện tử (tiếng Anh: electron hole), thường được rút gọn là lỗ trống, là khái niệm về sự thiếu hụt electron ở vị trí mà lẽ ra có thể tồn tại electron ở đó, trong một nguyên tử hay mạng nguyên tử.
Vì trong một nguyên tử bình thường hoặc mạng tinh thể, điện tích âm của các electron được cân bằng bởi điện tích dương của hạt nhân nguyên tử, sự vắng mặt của một electron sẽ để lại một điện tích dương tại vị trí của lỗ trống. Các lỗ trống trong một kim loại hoặc mạng tinh thể bán dẫn có thể di chuyển qua mạng tinh thể như các electron, và có thể tác động tương tự như các hạt tích điện dương. Chúng đóng một vai trò quan trọng trong việc vận hành các linh kiện bán dẫn như transistor, diode hay mạch tích hợp. Tuy nhiên, chúng không phải là hạt, mà là giả hạt (quasiparticle), và khác hẳn với positron là phản hạt của electron.
Nếu một electron bị kích thích vào một trạng thái cao hơn nó sẽ để lại một lỗ trống ở trạng thái cũ. Ý nghĩa này được sử dụng trong quang phổ electron Auger (và các kỹ thuật tia X khác), trong hóa học tính toán, và để giải thích tỷ lệ tán xạ electron-electron mức thấp trong tinh thể (kim loại, chất bán dẫn).
Trong tinh thể, tính toán cấu trúc vùng dẫn của electron dẫn đến một khối lượng hiệu dụng cho các electron, mà điển hình là giá trị âm ở đầu vùng. Khối lượng âm là một khái niệm hình thức, và trong những tình huống này một hình ảnh quen thuộc hơn được tìm thấy bằng cách xem xét ở đó là một điện tích dương với một khối lượng dương.